# Zhongyuan
Zhongyuan (en chino, 中原; pinyin, Zhōng·Yuán) es un distrito urbano bajo la administración directa de la Prefectura  Zhengzhou  en la Provincia de Henan, República Popular China.  Su área es de 197 km² y su población total para 2020 superó los 900 mil  habitantes. 

## Administración
Desde junio  de 2023, el  Distrito Zhongyuan   se divide en 14 pueblos  administrados en subdistritos.

## Toponimia
El topónimo Zhongyuan significa "llanura Zhong «central»". El origen de su nombre se relaciona con su ubicación geográfica dentro de la Llanura Central China. "Zhongyuan" se refiere al centro geográfico de China, y "Zhengzhou" se ubica en la parte central de la provincia de Henan, de ahí el nombre de distrito de Zhongyuan.